# Nina Campioni
Nina Johanna Johansson Campioni, född 23 maj 1978 i Linköping är en svensk journalist, författare och programledare. Hon är syster till Lasse Johansson.
Nina Campioni är uppvuxen utanför Älmhult i Småland, men bor i Stockholm sedan 2006.
Som journalist har hon varit producent på P3 för programmen Hej Domstol! och P3 Hiphop och jobbat som redaktör. Mellan 2007 och 2014 arbetade hon som moderedaktör för Aftonbladet och var med och startade tidningen Sofis Mode tillsammans med bland andra Sofi Fahrman.
Campioni har tillsammans med barnmorskan Gudrun Abascal skrivit boken Vattnet går. Hon har även poddarna Vattnet går och Nina och Valerie 40+, samt skriver krönikor om familj, jämställdhet och politik hos Aftonbladet.